# Броненосцы типа «Император Александр II»
Броненосцы типа «Император Александр II» — серия броненосцев Российского флота из двух кораблей: «Император Александр II» и «Император Николай I».

## Технические характеристики

### Общие характеристики
Полное водоизмещение кораблей фактически 9244 т (по первоначальному проекту 8636 т); длина по грузовой ватерлинии 101,78 м, между перпендикулярами 99,36 м; ширина 20,4 м; осадка носом 7,15 м, кормой 7,85 м, средняя 7,5 м; проектная высота надводного борта в носу 5,46 м, на миделе и в корме 7,5 м; нагрузка на 1 см осадки 16,15 т; метацентрическая высота 1,12 м. Единственное отличие «Николая I» от «Александра II», то что «Николай» имел меньшую осадку в корме (7,39 м), а также был на 254 тонны тяжелее «Александра».

### Вооружение
Основным вооружением броненосцев типа «Император Александр II» была пара 12-дюймовых/30 (305-мм) орудий, модели 1877 года. На «Александре II» эти орудия были установлен в носовой барбетной установке, а на «Николае I» они располагались в носовой башне. Наведение и заряжание орудий обеспечивалось гидравлическими механизмами, а при выходе их из строя можно было осуществлять все необходимые операции вручную. Углы вертикального наведения составляли от −2° до +15°, горизонтальное осуществлялось в секторе 220°. Скорость горизонтального наведения достигала 120° в минуту.
Средний калибр был представлен четырьмя 9-дюймовыми (229-мм) орудиями и восемью 6-дюймовыми (152-мм) орудиями. 9-дюймовые орудия были установлены по углам цитадели, что бы увеличить дуги огня спереди и сзади. 229-мм орудие имело максимальный угол снижения 3°, возвышения — 15°. Общий боезапас включал 360 выстрелов: 244 фугасных, 100 бронебойных и 16 картечных. 152-мм орудие имело такие же углы вертикального наведения. Общий боекомплект включал 1280 выстрелов, в том числе 880 фугасных, 336 бронебойных и 64 картечных. 229-мм и 152-мм пушки устанавливались на батарейной палубе на станках системы Дуброва, причём первые имели броневую защиту, располагаясь в индивидуальных казематах, а вторые прикрывались только усиленной бортовой обшивкой. Устройство станков позволяло крепить шестидюймовки «по-походному», полностью закрывая орудийные порты ставнями.
Противоминная артиллерия состояла из 47-мм и 37-мм скорострельных пушек Гочкиса, причём каждая из них имела по пять стволов. Восемь 47-мм установок располагались по бортам на батарейной палубе и в походном положении полностью закрывались ставнями, ещё две — в корме на специальных спонсонах. Углы вертикального наведения для них составляли от −18° до +19°, суммарный боекомплект — 16 400 снарядов.
Восемь 37-мм пушек стояли на боевых марсах. Предполагалось, что они навесным огнём смогут поражать машины и котлы неприятельских миноносцев. Углы вертикального наведения от −35° до +12°, суммарный боекомплект — 12 960 снарядов.
Помимо перечисленного собственно корабельного вооружения, броненосец имел две 63,5-мм десантные пушки системы Барановского.
Полный вес залпа корабля на нос составлял 1276,4 кг (по два 305-мм, 229-мм и 152-мм орудия), на корму — 541 кг (по два 229-мм и 152-мм орудия), на траверз — 1398,8 кг (два 305-мм, два 229-мм и четыре 152-мм орудия).
Всего на корабле было пять подводных торпедных аппаратов. Две выдвижных неповоротных торпедных трубы находились у форштевня: предполагалось, что залп из них будет производиться непосредственно перед таранным ударом. Перед бронёй барбетной установки находились ещё два аппарата, наводившихся в пределах от 30° до 100° относительно диаметральной плоскости. Последний аппарат был неповоротным и находился в корме, его выдвижная труба проходила через ахтерштевень. Все эти аппараты стреляли 19-футовыми 381-мм торпедами Уайтхеда. На момент вступления корабля в строй наиболее совершенными были торпеды образца 1889 года, имевшие длину 5,7 м, вес 429,4 кг, заряд взрывчатого вещества 81,8 кг, наибольшую скорость 24,7 уз и дальность хода до 550 м.
На паровых катерах имелись два метательных аппарата, стрелявшие несамоходными минами, а также два аппарата для пуска самоходных торпед калибра 356 мм. Эти торпеды имели вес 136 кг, заряд взрывчатого вещества 8 кг и при скорости 6,7 уз имели дальность хода до 700 м.
Хранящийся на корабле торпедный боезапас включал 14 самоходных и шесть метательных мин. Кроме того, броненосец располагал 36 сфероконическими минами заграждения, устанавливающимися с плотиков (двух катеров с установленной на них платформой).
Для защиты от торпед в 1892 г. на «Александре II» установили противоторпедные сети Буливанта, для постановки которых предназначались 18 бортовых шестов длиной 8,1 м, а также носовой и кормовой шесты длиной соответственно 5 и 6,6 м. Общий вес сетевого заграждения достигал 20 т.

### Бронирование
Броневой пояс простирался по всей длине ватерлинии и состоял из сталежелезных плит высотой 2,59 м; по проекту над водой он возвышался на 1,06 м. В средней части пояса надводная часть плит имела толщину 356 мм, а подводная часть к нижней кромке плавно утончалась до 203 мм. К носу и корме надводная часть плит постепенно утончалась до 305, 254 и 203 мм. Плиты устанавливались на шельф, образованный верхней частью шпангоутов и стрингером, и имели тиковую подкладку толщиной 254 мм. Крепление осуществлялось болтами, проходившими через борт и подкладку и вкручивающихся в сами бронеплиты. Общий вес брони пояса составил 1038,6 т, подкладки — 128,2 т, болтов — более 100 т.
Поверх пояса находилась броневая палуба (она же жилая палуба), состоявшая из двух слоёв железных листов. Нижние листы имели толщину 19 мм, а верхние — 44,5 мм, что в сумме давало толщину бронепалубы 63,5 мм. Люки бронепалубы закрывались железными бронекрышками толщиной 63,5 мм, а по периметру этих люков были сооружены броневые комингсы толщиной 50,8 мм.
Барбет установки главного калибра защищался 254-мм плитами общей высотой 6 м и массой 301,2 т. Поверх барбета находился «башенный купол» толщиной 63,5 мм и весом 39,5 т, защищавший орудия и прислугу от осколков и мелких снарядов.
Казематы 229-мм орудий с носа и кормы защищались 152-мм траверсными переборками, а со стороны борта — 76-мм бронеплитами (общий вес защиты 125 т). 152-мм и 47-мм орудия, стоявшие на батарейной палубе, были лишены защиты, не считая усиленной бортовой обшивки толщиной 50,8 мм.
Боевая рубка общим весом 62,1 т имела стенки толщиной 203 мм и крышу из 63,5-мм листов.
Суммарная масса броневой защиты «Александра II» составляла 2474 т.

## Представители класса
| Название                 | Место постройки                 | Закладка       | Спуск на воду | Вступление в строй | Выведен     | Судьба                                 |
| ------------------------ | ------------------------------- | -------------- | ------------- | ------------------ | ----------- | -------------------------------------- |
| «Император Александр II» | Новое Адмиралтейство            | 17 ноября 1883 | 14 июля 1887  | декабрь 1891       | 1922 год    | Разобран на металл в 1922 году         |
| «Император Николай I»    | Общество Франко Русских Заводов | март 1886      | 20 мая 1889   | июль 1891          | 28 мая 1905 | Сдан японцам после Цусимского сражения |

## История
Броненосцы типа «Император Александр II» были разработаны специально для Балтийского флота, а именно для борьбы с кораблями типа «Саксен» Германского флота и «Гельголанд» датского флота.

### Строительство и испытания
Строительство броненосца «Император Александр II» началось 17 ноября 1883 года. Строителем корабля был назначен подполковник Н. А. Субботин. Металл для постройки судна был заказан на Путиловском, Ижорском и Александровском заводах. Главные машины и котлы изготавливал Балтийский завод, артиллерию — Обуховский завод, а броню — Ижорский. Кронштадтский завод занимался производством торпедных аппаратов, паровых машин и насосов.
15 июня 1885 года кораблю было присвоено имя. А 14 июля 1887 года корабль был спущен на воду, на церемонии присутствовал сам император Александр III.

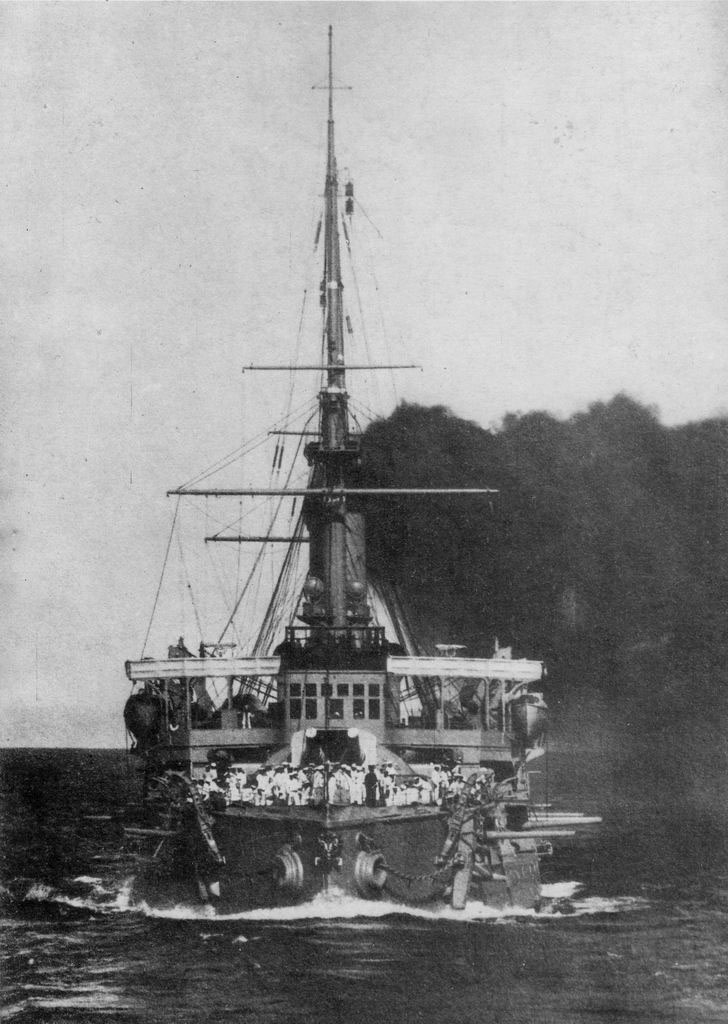
«Император Александр II» в Балтийском море. 1918 год

25 августа 1889 года корабль совершает свой первый поход. Из Санкт-Петербурга «Император Александр II» переходит в Кронштадт. 28 августа 1890 г. во время съёмки с якоря «Император Александр II» столкнулся со шведским пароходом «Олаф», ударившемся кормой в борт русского корабля. «Швед» получил сильные повреждения, но остался на плаву. На «Александре II» была вдавлена обшивка правого борта в районе кормы, сорвалась с петель и утонула крышка торпедного аппарата, продавился спонсон кормовой пушки Гочкиса. Выход пришлось отменить, и броненосец вернулся в гавань для исправления повреждений, что было окончено к 9 сентября. Испытания механизмов провели 18 сентября 1890 года. Машины развили 8289 л.с. (на 211 л.с. меньше проектных 8500 л.с.), обеспечив кораблю при водоизмещении 8748 тонн скорость 15,27 уз.
22 и 29 сентября испытали артиллерию.
По итогам стрельб контр-адмирал С. О. Макаров сделал вывод о возможности увеличения углов горизонтального наведения 305-мм орудий до 110° на борт, для чего требовалось несколько переделать мостик. Необходимые работы были проведены в течение месяца.
Несмотря на успешные испытания, на корабле имелось ещё множество недоделок, поэтому официально достройка затянулась ещё на год с лишним — её окончили в декабре 1891 года, хотя отдельные работы продолжались ещё дольше и были полностью завершены лишь летом 1893 года.

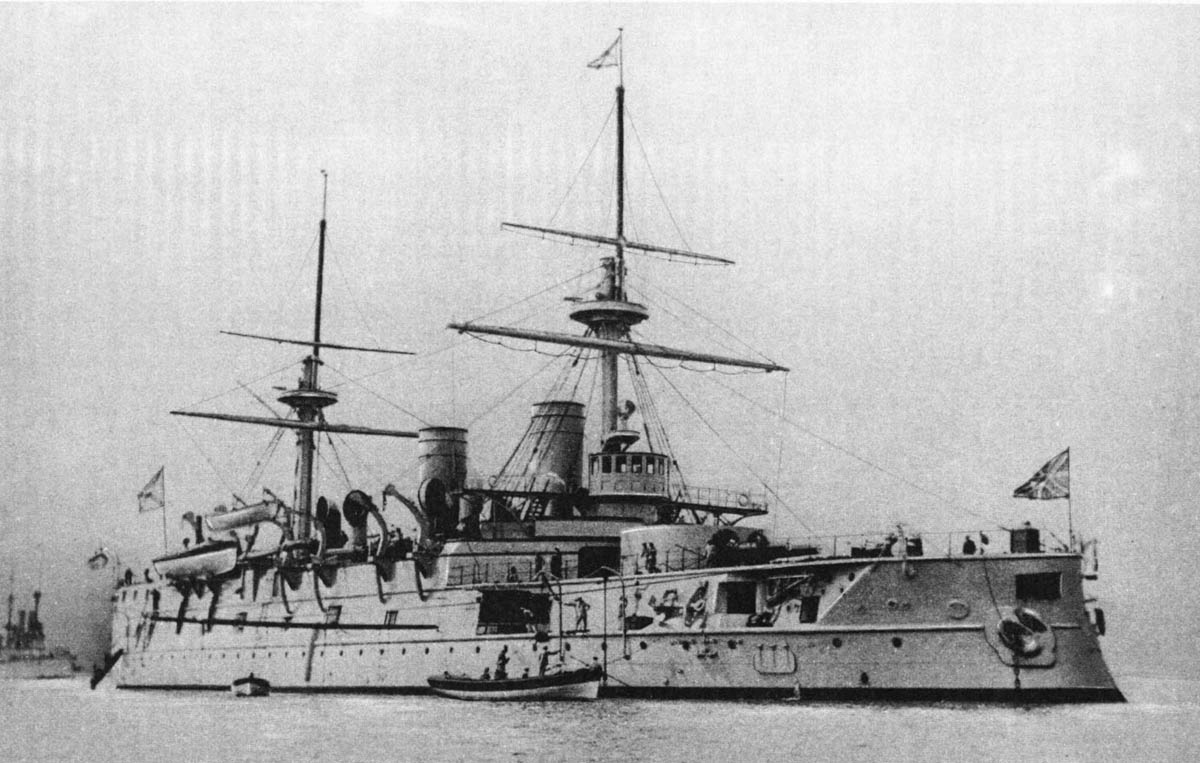
Эскадренный броненосец «Император Николай I»

Главным строителем броненосца «Император Николай I» был назначен П. А. Титов. Строительство корабля началось в то же время, что и у «Александра II». Но в 1888 году Великий князь Алексей Александрович предложил свой собственный проект по модернизации корабля, а именно: отказ от кормовой башни и замена орудий в носовой установке. Все эти изменения вызвали утяжеление корабля на 50 тонн, а значит и уменьшение скорости. Строительство броненосца окончилось скандалом.

### Заграничные походы
«Александр II» совершил свой первый поход в 1894 году в составе Практической эскадры Балтийского флота. Поход посвящался изучению обстановки на побережье Прибалтики. В этом походе корабль прошёл 1039 миль.
С 5 по 11 июля 1895 года корабль принимал участие в открытии Кильского канала. Помимо «Александра II», Россию на этом торжестве представляли: Рюрик и Грозящий.
В 1896 году «Александр II» отправился в поход в Средиземное море. Вместе с ним в поход отправились: Наварин, Посадник, а также миноносцы № 119 и № 120. 14 сентября на подходе к Италии, броненосец попадает в серьёзный шторм от 7-ми до 10-и баллов. Летом 1897 года корабль ушёл в Мальту для постановки в док. Стоит сказать, что Средиземноморский поход «Александра II» по продолжительности не имеет аналогов в истории Российского флота. За 61 месяц, проведенный в походе, броненосец прошёл около 36 тысяч миль и сжег 19,5 тысяч тонн угля. После революции корабль несколько лет простоял на рейде в Кронштадте, где и был разобран на металлолом в 1921 году.
Броненосец «Император Николай I» совершил свой первый большой поход в 1893 году. Броненосец пересек Атлантику и участвовал в торжествах по поводу 400-летия открытия Америки. С 1897 по 1898 год, корабль участвовал в международной миротворческой операции на Крите. В 1902 году броненосец совершил переход на Дальний Восток под флагом адмирала С. О. Макарова.

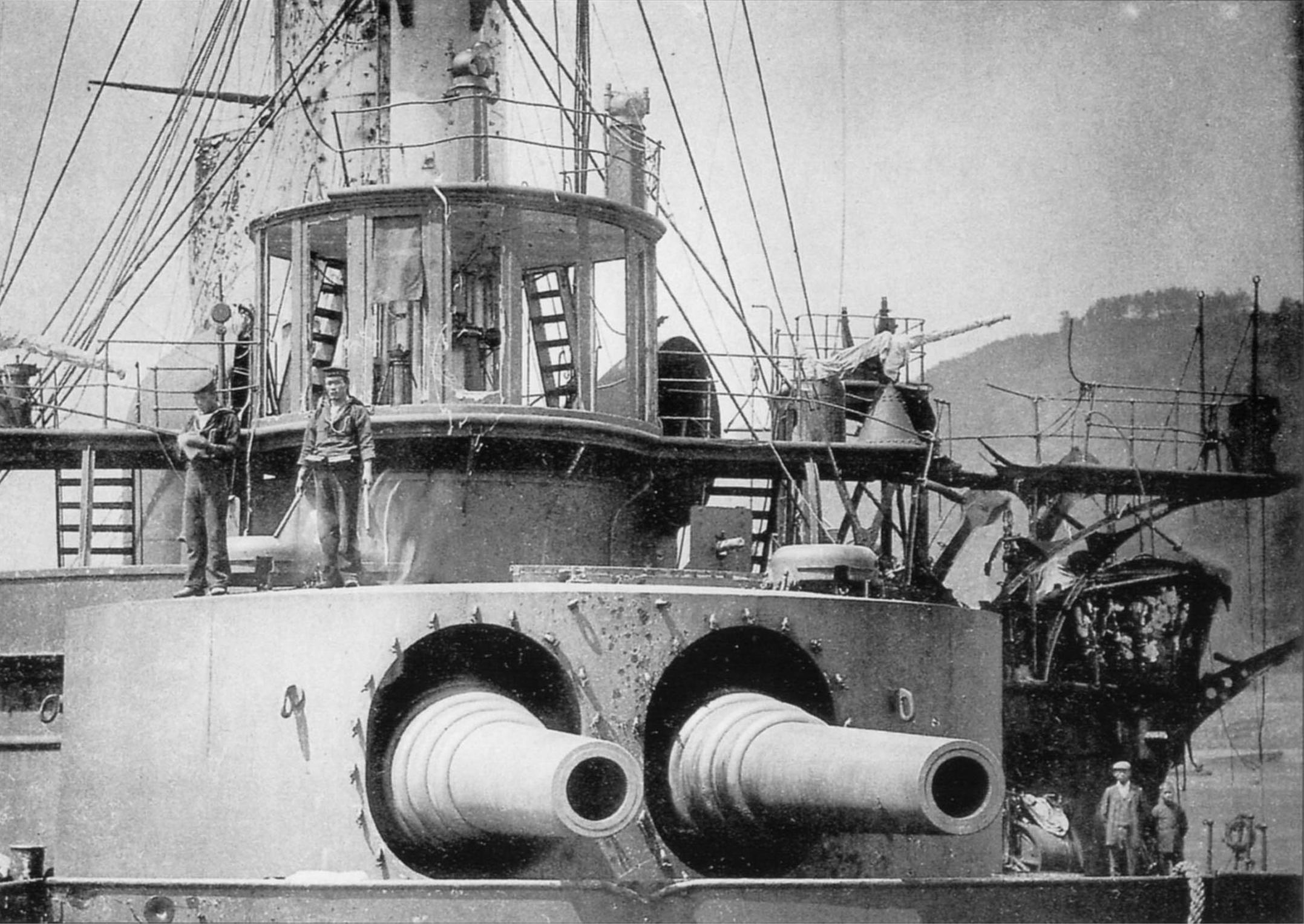
«Император Николай I» 15 мая 1905 года

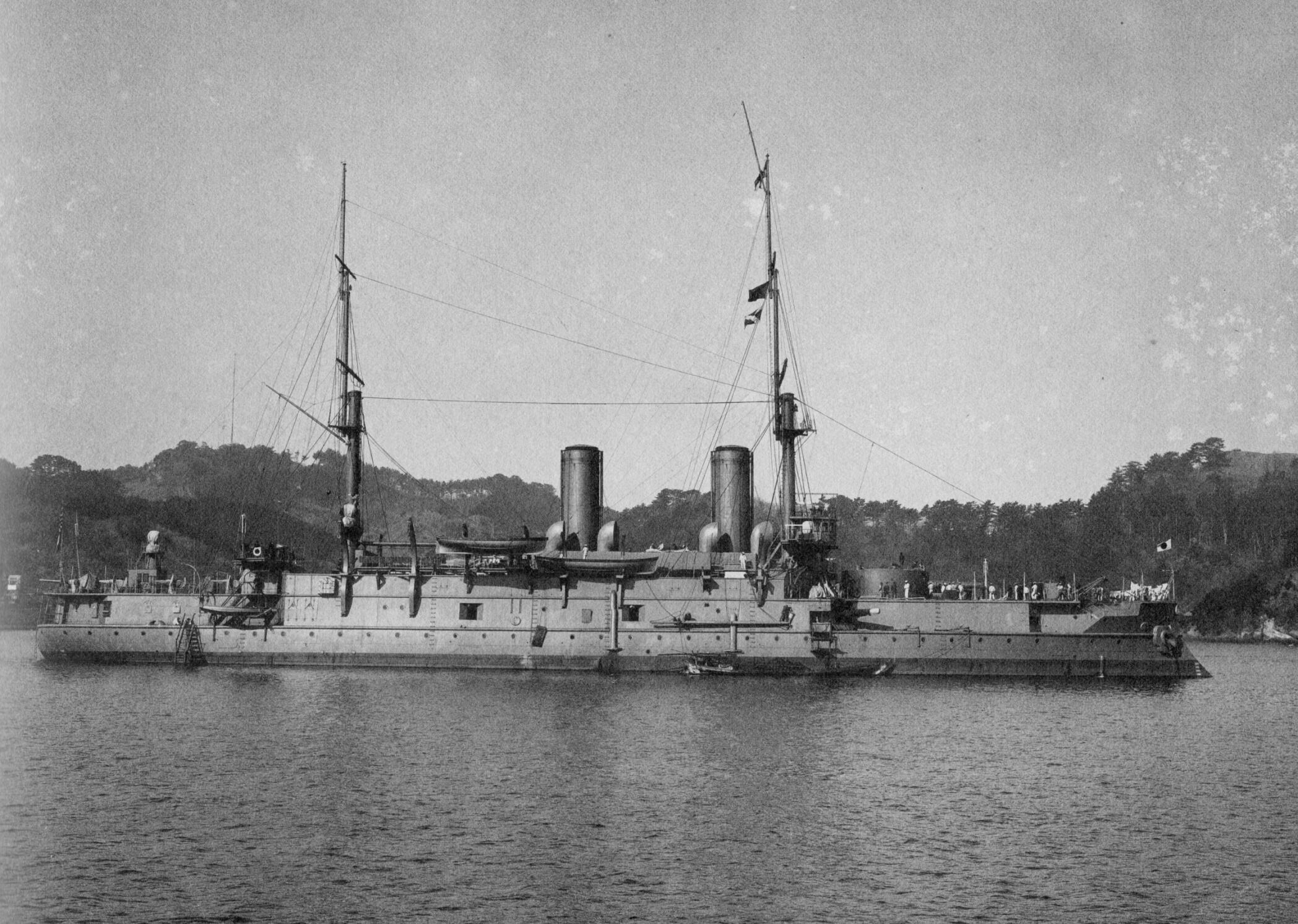
«Император Николай I» на службе в Японском флоте, 1906 год

В 1905 году Отдельный отряд кораблей под командованием контр-адмирала Небогатова совершил поход к берегам Японии. «Император Николай I» являлся флагманом этого отряда. 14 мая 1905 года корабль участвует в Цусимском сражении. Корабль потратил 2\3 боезапаса и нанес повреждения броненосцу «Фудзи», а также броненосным крейсерам «Асама» и «Идзумо». Сам броненосец получил одно попадание и потерял 11 человек убитыми и 16 ранеными. На следующий день по приказу Контр-адмирала Небогатова сдался в плен.
С 1905 года использовался Японским флотом как броненосец береговой обороны «Ики». Корабль использовался для охраны берегов Японии вплоть до 1915 года, когда броненосец был потоплен линейными крейсерами «Конго» и «Хиэй» в качестве учебной цели.